# Guy II de Thouars
Guy II de Thouars, né entre 1246 et 1249, est un membre de la haute aristocratie poitevine du XIIIe siècle.
Guy est vicomte de Thouars de 1274 à sa mort le 21 septembre 1308.

## Biographie

### Famille
Guy II est le fils d'Aimery IX (av. 1239-1256), vicomte de Thouars (1246-1256) et de Marguerite de Lusignan (v. 1226-22 oct. 1288),, fille d'Hugues X de Lusignan (v. 1182-1249), comte de la Marche (1219-1249) et de son épouse IsabelleTaillefer (v. 1188/92-1246), comtesse d'Angoulême (1202-1246), suo jure, et reine consort d'Angleterre par son premier mariage avec Jean sans Terre (1166-1216).
Guy de Thouars est apparenté, par sa mère, aux comtes de la Marche et aux rois d'Angleterre.

### Jeunesse et succession
En 1269 Guy figure, avec son oncle Savary IV et plusieurs barons poitevins, dans le traité passé avec Alphonse de Poitiers concernant le rachat des fiefs. Il est nommé Guionnet dans cet acte,,.
Vers 1274, Guy II succède à son oncle Savary IV par le droit coutumier du retour, ou viage, en vigueur dans le Poitou et dans la maison de Thouars depuis le XIe siècle. Ce droit avait pour effet que la succession ne passait pas du père au fils aîné, mais successivement, et suivant leur ordre de naissance à chacun des frères puînés du défunt. Par le décès du dernier d'entre eux seulement, le fils aîné de l'aîné réunissait l'usufruit à la nue-propriété sur laquelle ses oncles n'avaient aucun droit.
Le mode de transmission des fiefs changea à cette époque : la loi du retour fut abolie. Dès son arrivée à la tête de la vicomté, Guy est fortement sollicité par les demandes de biens et pensions émanant de membres de sa propre famille. Cela débouche sur des procès :
Le Parlement de Paris condamne Guy à verser à Aliénor de Soissons, veuve de son oncle Renaud de Thouars, une rente de 60 livres pour prix de l'abandon de ses droits dans le Talmondais et l'île de Ré. Un document provenant des archives de Salidieu, près Mareuil, montre que la tante de Guy II, Agnès de Pons, veuve de Savary IV de Thouars et la fille de cette dernière Alix de Thouars, reçurent par un acte du 25 juillet 1278 l'intégralité et non le tiers des seigneuries qui leur revenaient.
En 1283, sa mère, Marguerite de Lusignan fait de son fils Guy II son héritier universel,.
En 1304, le roi de France, Philippe IV le Bel, le convoque pour la guerre de Flandres. On ne sait rien sur la possible participation de Guy à ce conflit.

### Décès
Guy II de Thouars décède le 21 septembre 1308.

## Mariage et descendance

### Marguerite de Brienne
Guy II de Thouars épouse Marguerite de Brienne, fille de Jean de Brienne (♰ 1294), comte d'Eu et de Béatrix, fille de Guy III de Châtillon-Saint-Pol. Elle décède le 28 mai 1310.

### Postérité
Le couple a sept enfants connus, dont :
- Jean Ier de Thouars, vicomte de Thouars ;
- Louis de Thouars, seigneur de Talmont ;
- Hugues II de Thouars, seigneur de Pouzauges, vicomte de Thouars ;
- Guy de Thouars, baptisé en 1274 et probablement décédé en bas âge ;
- Marguerite de Thouars (♰ 7 janv. 1327)[19], épouse de Guillaume VI Larchevêque (av. 1255-ap. 29 mai 1315), seigneur de Parthenay ;
- Isabelle de Thouars, née en 1285, épouse de Louis de Sancerre, seigneur de Sagonne ;
- Blanche de Thouars, nonne à l'abbaye de Maubuisson.

## Sceau et armoiries

### Sceau [1269]
Avers : Rond, 25 mm,.
Description : Écu parti du burelé des Lusignan, et des armes des précédents vicomtes de Thouars (seulement ici le franc canton est gravé comme si c'était un coupé).
Légende : ✠ S.......IS TOARCII S..RETI •
Légende transcrite : Sigillum Guidonis Toarcii secreti

### Armoiries [1269]
Guy de Thouars choisit de faire figurer les armes maternelles avant celles de la maison de Thouars, voulant souligner une ascendance prestigieuse.
| Blason | Blasonnement : Écu mi-parti d'argent à sept burelles d'azur et mi-parti d'or chargé de trois fleurs de lys d'azur à un franc-canton de gueules plein Commentaires : Blason de Guy de Thouars, d'après l'empreinte d'un sceau de 1269, avant qu'il ne devienne vicomte de Thouars de plein droit en 1274. |

Références,

### Armoiries [1279]
| Blason | Blasonnement : Écu d'or semé de fleurs de lys d'azur au franc canton de gueules plein Commentaires : Blason de Guy II, vicomte de Thouars, d'après l'Armorial du tournoi de Compiègne (1279). |

Références,,,

## Sources et bibliographie

### Sources diplomatiques
- « Cartulaire de l'abbaye de Chambon », éd. Hugues Imbert, Mémoires de la Société de statistique, sciences, lettres et arts du département des Deux-Sèvres, 2e série, t. XIII, Niort, Clouzot, 1873-1874, p. 191-304. [lire en ligne]
- Cartulaires du Bas-Poitou (département de la Vendée), éd. Paul Marchegay, Les Roches-Baritaud, 1877. [lire en ligne]

### Sources sigillographiques
- SIGILLA : base numérique des sceaux conservés en France, « Guy II de Thouars », sur sigilla.irht.cnrs.fr, Cnrs / IRHT. [lire en ligne]